# Tetralobus angolensis
Tetralobus angolensis là một loài bọ cánh cứng trong họ Elateridae. Loài này được Laurent miêu tả khoa học năm 1968.